# اريك ماركس
اريك ماركس (4 يوليو 1895 - 2 يونيو 1974) (بالإنجليزية: Eric Marx)‏ هو لاعب كريكت جنوب أفريقي. شارك مع منتخب جنوب أفريقيا الوطني للكريكت.

## وصلات خارجية
- اريك ماركس على موقع إي آس بي آن كريك إنفو (الإنجليزية)